# توكل أباد (غناباد)
توكل‌ أباد (بالفارسية: توکل‌آباد) هي قرية تقع في قسم بسكلوت الريفي في إيران. يقدر عدد سكانها بـ 28 نسمة بحسب إحصاء 2016.